# ذئاب أرغا
ذئاب أرغا (بالإسبانية: Lobos de Arga) هو فيلم رعب وكوميديا إسباني من إخراج خوان مارتينيز مورينو سنة 2011، وبطولة كل من غوركا أوكسوا، كارلوس ارسيس، مابل ريفيرا وآخرون.

## القصة
بعد 15 عامًا، يعود توماس، وهو كاتب غير ناجح، إلى القرية (أرغا) في غاليسيا حيث توجد أسرته، للحصول على جائزة. لكنه لا يعرف السبب الحقيقي وراء وجوده هناك، لينتهي بلعنة قديمة تطارد القرية منذ مائة عام.

## روابط خارجية
- ذئاب أرغا على موقع IMDb (الإنجليزية)
- ذئاب أرغا على موقع روتن توميتوز (الإنجليزية)
- ذئاب أرغا على موقع ألو سيني (الفرنسية)
- ذئاب أرغا على موقع Turner Classic Movies (الإنجليزية)
- ذئاب أرغا على موقع أول موفي (الإنجليزية)
- ذئاب أرغا على موقع فيلمافينيتي (الإسبانية)
- ذئاب أرغا على موقع قاعدة بيانات الأفلام السويدية (السويدية)
- ذئاب أرغا على موقع قاعدة بيانات الفيلم (الإنجليزية)
- ذئاب أرغا على موقع ليتربوكسد (الإنجليزية)
- ذئاب أرغا على موقع كينوبويسك (الروسية)